# خاطرات یک گناهکار
خاطرات یک گناهکار (انگلیسی: Memoirs of a Sinner) یک فیلم لهستانی به کارگردانی وویچیخ یژی هاس است که در سال ۱۹۸۶ منتشر شد.
از بازیگران آن می‌توان به پیوتر بایور، اوا ویشنیفسکا، فرانچیشک پیچکا، آنا دیمنا، یانوش میخائوفسکی، ووجیمیش اسکوچیلاس و کاتاژینا فیگورا اشاره کرد.

## داستان
روبرت (پیوتر بایور) توسط گروهی از سارقان قبر از گورش بیرون کشیده می‌شود و مجبور می‌شود داستان زندگی خود را بازگو کند - مبارزه‌ای بین خیر و شر، که در همزادش تجسم یافته و در نهایت روبرت او را می‌کشد.